# Dominique Mathieu (archevêque)
Pour les articles homonymes, voir Mathieu (patronyme).
Dominique Mathieu, né le 13 juin 1963 à Arlon, en Belgique, est un prêtre conventuel belge. Supérieur religieux de son Ordre en Belgique puis membre de la custodie de Terre Sainte, il est depuis le 8 janvier 2021 archevêque de Téhéran-Ispahan des Latins. Le pape François le crée cardinal au cours du consistoire du 7 décembre 2024.

## Biographie

### Frère mineur conventuel
Né à Arlon le 13 juin 1963, le jeune Dominique y fait également ses études secondaires. Il entre dans l'ordre des Frères mineurs conventuels. En 1983, il obtient une licence en sciences économiques. La même année, il entre au noviciat des Frères mineurs conventuels en Allemagne.  Il prononce ses vœux simples le 23 septembre 1984 à Damme en Belgique et entreprend des études de théologie à la faculté pontificale de théologie Saint-Bonaventure, le Seraphicum, de Rome qu’il termine en 1989.  
Il fait sa profession religieuse solennelle le 20 septembre 1987 à Hal, puis est ordonné prêtre le 24 septembre 1989 à Damme, Belgique.   
Dominique Mathieu est nommé recteur du sanctuaire national de saint Antoine de Padoue à Bruxelles et y reste plusieurs années. Il occupe ensuite de nombreuses responsabilités à divers postes dans son Ordre entre 1989 et 2019. Il est entre autres provincial des frères mineurs conventuels en Belgique puis Délégué général, après l’union de la province belge avec la province française. 
Envoyé en mission au Liban en 2013, le père Mathieu est incardiné dans la custodie provinciale d'Orient et de Terre sainte. Il participait activement et supportait les scouts de la paroisse, et a touché un grand nombre de personne par son humilité.

### Archevêque de Téhéran-Ispahan
Le 8 janvier 2021, le pape François nomme Dominique Mathieu archevêque de Téhéran-Ispahan des Latins, un archidiocèse iranien qui comprend six paroisses, rassemblant environ 2 000 fidèles, et dont le siège était vacant depuis 2014, après le départ de son prédécesseur, le salésien Ignazio Bedini (en). Il est consacré le 16 février suivant par le cardinal Leonardo Sandri.
Lors de l'Angelus du dimanche 6 octobre 2024, le pape François annonce que Dominique Mathieu fait partie des 21 nouveaux cardinaux à être créés lors du consistoire du 7 décembre 2024,. Il est créé avec le titre de cardinal-prêtre de Santa Giovanna Antida Thouret.
Le 11 janvier 2025, le pape le nomme membre du Dicastère pour les causes des Saints.